# ويكيبيديا الإسكتلندية
ويكيبيديا الإسكتلندية هي النسخة الإسكتلندية من موسوعة ويكيبيديا. تأسست في 23 يونيو 2005، ووصلت إلى 1000 مقالة في فبراير 2006 و5000 مقالة في نوفمبر 2010. اعتبارًا من يوليو 2021، تضمنت حوالي 40.000 مقالة.

## الإحصائيات
| عدد المستخدمين المسجلين | عدد المستخدمين النشيطين | عدد المقالات | صفحات المحتوى | عدد التعديلات | عدد الملفات المرفوعة | عدد الإداريين |
| ----------------------- | ----------------------- | ------------ | ------------- | ------------- | -------------------- | ------------- |
| 117٬121                 | 84                      | 34٬375       | 138٬232       | 897٬703       | 457                  | 3             |

## الانتقادات
في أغسطس 2020، تلقى موقع ويكيبيديا الاسكتلندية انتقادًا من وسائل الإعلام لسوء جودة كتابة اللغة الأسكتلندية واكتشاف أن ما لا يقل عن 20 ألف مقال كتبه محرر لا يتقن اللغة. أدى هذا الاهتمام إلى مراجعة محتوى الويكي من قبل المتحدثين الأسكتلنديين وكذلك محررين من مجتمع ويكيبيديا الأوسع. حذفت معظم مقالات المحرر، مما أدى إلى انخفاض إجمالي عدد المقالات في المشروع من حوالي 55000 في عام 2018 إلى حوالي 40.000 في عام 2021.